# Mannersdorf an der Rabnitz
Mannersdorf an der Rabnitz est une commune autrichienne du district d'Oberpullendorf dans le Burgenland.